# Винокуров, Пётр Васильевич
Пётр Васильевич Винокуров (3 сентября 1845, Санкт-Петербург — 4 сентября 1899, Таллин Эстляндской губернии) — русский кадровый офицер военно-морского флота, полковник по адмиралтейству.

## Образование и служба
Возможно, окончил Введенское уездное училище. По ходатайству гидрографического департамента морского министерства 20.8.1852 г. зачислен кандидатом в Первый штурманский полуэкипаж (с 1856 г. Балтийское штурманское училище), в ноябре 1856 г. переведен в кадеты. В 1866 г. окончил курс одиннадцатым из тридцати пяти и 17.4 произведен в кондукторы корпуса флотских штурманов, 7 мая переведен в 1-й флотский полуэкипаж Его Имп. Высочества генерал-адмирала Константина Николаевича.
24.6.1868 произведен в прапорщики с переводом во флот мичманом. 17.1.1869 приказом главного командира Кронштадтского порта назначен ревизором на корвет «Богатырь». 2.4 того же года переведен во 2-й флотский экипаж.
1.1.1872 произведен в лейтенанты. 29.11.1872 г. отчислен от должности ревизора. Приказом гл. ком-ра Кронштадт. порта утвержден командиром хоз. роты в экипаже 4.6.1876, 15.9.1877 — командиром первой роты фрегата «Герцог Эдинбургский».
17.9.1877 прикомандирован к 8-му флотскому экипажу. Утвержден командиром хоз. роты в экипаже 18.9.1880.
Приказом гл. ком-ра Кронштадт. порта 26.3.1883 назначен на кампанию командующим ботиком «Малютка».
Высочайшим приказом 15.5.1883 произведен в капитан-лейтенанты.
Приказом по морскому ведомству назначен старшим офицером на корвет «Гиляк» с переводом в 8-й флотский экипаж 28.4.1884. Принял в свое заведование корвет 10.1.1885.
Высочайшим приказом произведен в капитаны II ранга 20.2.1885.
Назначен старшим офицером корвета «Баян» 15.4.1885. Циркуляром штаба гл. ком-ра Кронштад. порта прикомандирован к артиллерийскому офицерскому классу для занятий в продолжение 1885/1886 года 27.9.1885; 2.10.1886 цирк. штаба гл. ком-ра Кронштадт. порта разрешено поступить вольнослушателем в артил. офиц. класс.
Приказом по морскому ведомству назначен командиром канонерской лодки «Щит» с переводом во 2-й флотский Ее Величества королевы эллинов экипаж 13.2.1888.
Приказом по морскому мин-ву 19.3.1890 назначен командиром шхуны «Самоед». 29.10.1890 Высочайшим приказом назначен командиром двухбашенной лодки «Смерч».
6.2.1890 приказом гл. ком-ра Кронштад. порта назначен председателем комиссии для проверки казенного имущества в провизионных, провиантских магазинах и канатном заводе, 12.2.1891 — в шлюпочной, малярной, котельной и других мастерских. 13.2.1892, 12.2 и 1.3.1893 приказами гл. ком-ра Кронштадт. порта назначен председателем комиссий для производства состязаний в стрельбе из винтовок и револьверов штаб- и обер-офицеров морских команд; 16.10 — членом комиссии для производства инспекторского смотра крейсеру I ранга «Память Азова», 29.10 — председателем комиссии для производства практического экзамена ученикам рулевых и сигнальщиков, 25.11 — членом комиссии под председательством контр-адмирала Ф. П. Энегельма для рассмотрения вопроса о снабжении судового десанта минными принадлежностями.
Высочайшим приказом от 1.1.1893 назначен командиром минного крейсера «Гайдамак» с переводом в 14-й флотский экипаж.
10.5.1893 командирован в Або для присмотра за постройкой минного крейсера «Гайдамак».
Высочайшим приказом по флоту переименован в подполковники с производством в полковники по Адмиралтейству и с назначением старшим помощником директора маяков и лоций Балтийского моря 10.8.1894.

## Плавания
Спустя неделю после зачисления в 1-й флотский экипаж отправился в плавание по Атлантическому океану на фрегате «Светлана» (14.5.1866-14.7.1867). Совершил кругосветное плавание на корвете «Богатырь» под командованием капитана 2 ранга Шафрова (2.8.1871-27.6.1875, 1880). В разные годы плавал также на фрегате «Дмитрий Донской» (1867—1868), корвете «Боярин» (1876, 1877, 1879, 1880, 1881), фрегате «Адмирал Грейс» и командиром — на миноносце «Тетерев» (1878), старшим офицером на корветах «Гиляк» (1884) и «Баян» (1885, 1886, 1887), крейсере «Память Азова» (1892), минном крейсере «Гайдамак» командиром (1894). Всего за годы службы провел в море более 120 месяцев.
С 23.5 по 12.8.1891 г. находился на лечении в Кисловодске. 30.10.1899 написал прошение об увольнении в отставку по состоянию здоровья. 3.11.1899 контр-адмирал Павел Николаевич Вульф, командир Ревельского порта и директор маяков и лоции Балтийского моря, ходатайствовал о производстве его при увольнении в генерал-майоры. Соответствующее решение было принято, однако 4.11.1899 П. В. скончался. Похоронен на Смоленском православном кладбище.

## Семья и дети
12.2.1878 в церкви Свв. Константина и Елены Павловского военного училища (в здании Первого кадетского корпуса) венчался с дочерью действительного статского советника Павла Ивановича Долинянского Марией (17.05.1860 — после 1918). Имел с ней сыновей, также офицеров военного флота, капитанов 2 ранга Павла (30.5.1881 — апрель 1949, Порт-Саид) и Евгения (10.12.1883 — 9.11.1943, Шанхай), дочерей Юлию (31.3.1886-22.2.1969, Ленинград) и Людмилу (3.9.1894-16.02.1972, Ленинград).
Проживал с рождения в доме родителей на Ораниенбаумской улице, д. 13, затем, в годы учения в Штурманском училище и позже — в Кронштадте (в документах упоминается дом Туркина на Петровской улице). Некоторое время проживал с семьей в Ревеле.